# Hessea mathewsii
Hessea mathewsii är en amaryllisväxtart som beskrevs av Winsome Fanny 'Buddy' Barker. Hessea mathewsii ingår i släktet Hessea och familjen amaryllisväxter. Inga underarter finns listade i Catalogue of Life.